# Couvent franciscain de Dubrovnik

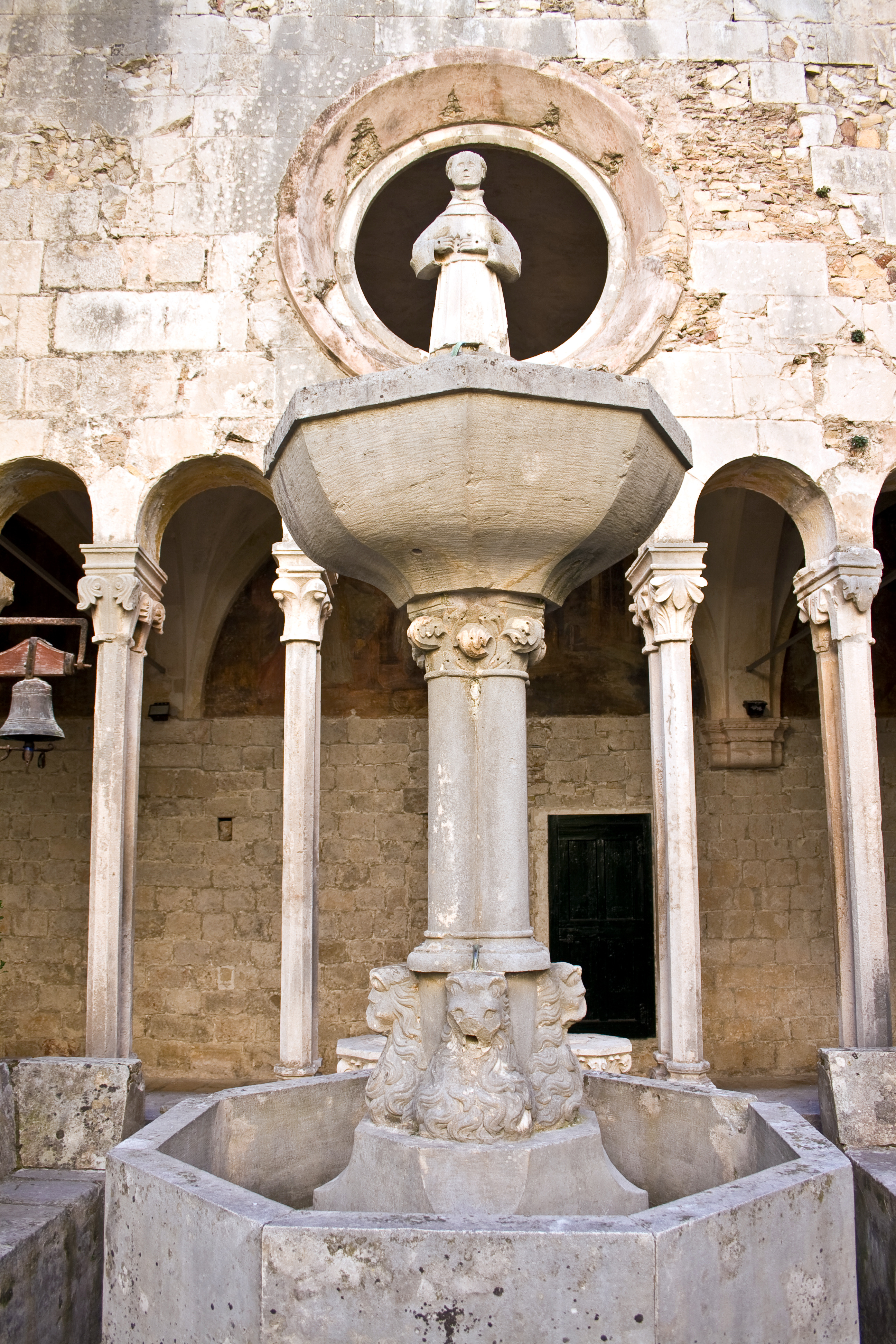
Fontaine du cloitre.

Le Couvent franciscain de Dubrovnik dit aussi Monastère franciscain de frères mineurs est un monument considéré comme un chef-d'œuvre de l'art roman en Dalmatie. Il est situé à l'ouest de la ville de Dubrovnik dans l'avenue de la Placa. Il a été construit à partir de 1337, les franciscains souhaitant à l'époque se protéger en cas de guerre

## Les cloîtres du monastère
Il comporte un cloître roman de la Renaissance, réalisé en 1360 par l'architecte Mihoje Brajkov de Bar. Connu pour être un des chefs-d’œuvre architecturaux de la ville, il est ouvert à la visite. Le Couvent comprend également un petit cloître gothique, réservé aux moines.
Sous les quatre galeries à arcades aux colonnettes du cloître roman et aux voûtes cruciformes, on peut voir de nombreuses peintures, dont la copie d'un tableau de Raguse avant le tremblement de terre de 1667, qui avait d'ailleurs complètement détruit l'église. Le portique monumental constitue l'une des plus grandes œuvres du gothique tardif de la ville. Il a été construit en 1499 par les frères Petrovic. Le Monastère contient aussi un tableau de Rudjer Boskovic. Les chapiteaux représentent une figure humaine, un animal fantasque, ou des végétaux .
Vers 1860 ont été peintes des fresques représentant la vie de Saint-François. Le sarcophage de Gučetić, du XIVe siècle, sur le mur du cloître, comprend des reliefs. Le jardin contient également un puits gothique avec une statue de Saint-François.

## La bibliothèque du monastère
Le monastère comprend une bibliothèque fermée au public, qui contient plus de 30 000 ouvrages, 1500 manuscrits, 137 incunables, 7 livres de vieux chorals ainsi que des peintures précieuses de maîtres inconnus, une relique de la tête de Sainte Ursula du XIVe siècle et des bijoux et pièces d'orfèvrerie d'argent et d'or.
Lors du Festival d'été de Dubrovnik ou à l'occasion de manifestations culturelles, l'église franciscaine est utilisée comme salle de concert.

## Le musée
Le monastère franciscain de frères mineurs comprend aussi un petit musée où sont exposés notamment les ustensiles anciens (mortiers, appareils de distillation) utilisés pour la pharmacie du Couvent ainsi que des reliques, des manuscrits et des tableaux du XVe siècle.

## La plus ancienne pharmacie d'Europe
Le couvent abrite à l'intérieur de la Porte Pile la pharmacie franciscaine « Male Brace » fondée en 1360 est la plus ancienne pharmacie d'Europe, qui était autrefois celle du monastère franciscain. Elle comprend notamment un comptoir à colonnades. Aujourd'hui, elle vend des produits cosmétiques naturels, des parfums et des infusions fabriqués selon les recettes ancestrales qui datent de 1317. La pharmacie se visite. Ses meubles datent du XVIe siècle. Elle possède aussi des vases  de Sienne et de Florence des XVe et XVIe siècles.